# Анна-Марія Данська
А́нна-Марі́я Да́нська (дан. Anne-Marie, грец. Άννα-Μαρία), повне ім'я Анна-Марія Дагмар Інгрід (дан. Anne-Marie Dagmar Ingrid prinsesse til Danmark; нар. 30 серпня 1946) — королева-консорт Греції у 1964—1973 роках, уроджена принцеса Данська з династії Глюксбургів, донька короля Данії Фредеріка IX та шведської принцеси Інгрід, дружина титулярного короля Греції Костянтина II, молодша сестра колишньої королеви Данії Маргрете II.

## Біографія

### Ранні роки
Анна-Марія народилась 30 серпня 1946 року в палаці Амалієнборг у Копенгагені за часів правління свого діда Кристіана X третьою дитиною та третьою донькою в сім'ї кронпринца Фредеріка та його дружини Інгрід Шведської. Мала старших сестер Маргрете та Бенедикту.
Хрещення новонародженої відбулося 9 жовтня 1946 року у Хольменській кірсі Копенгагена. Хрещеними батьками дівчинки стали обидва дідусі, бабуся Александріна, королева Великої Британії Марія Текська, король Норвегії Гокон VII, кронпринцеса Нідерландів Юліана, кронпринцеса Норвегії Марта, принц Бертіль Шведський, принц Георг Грецький та принцеса Дагмара Данська.

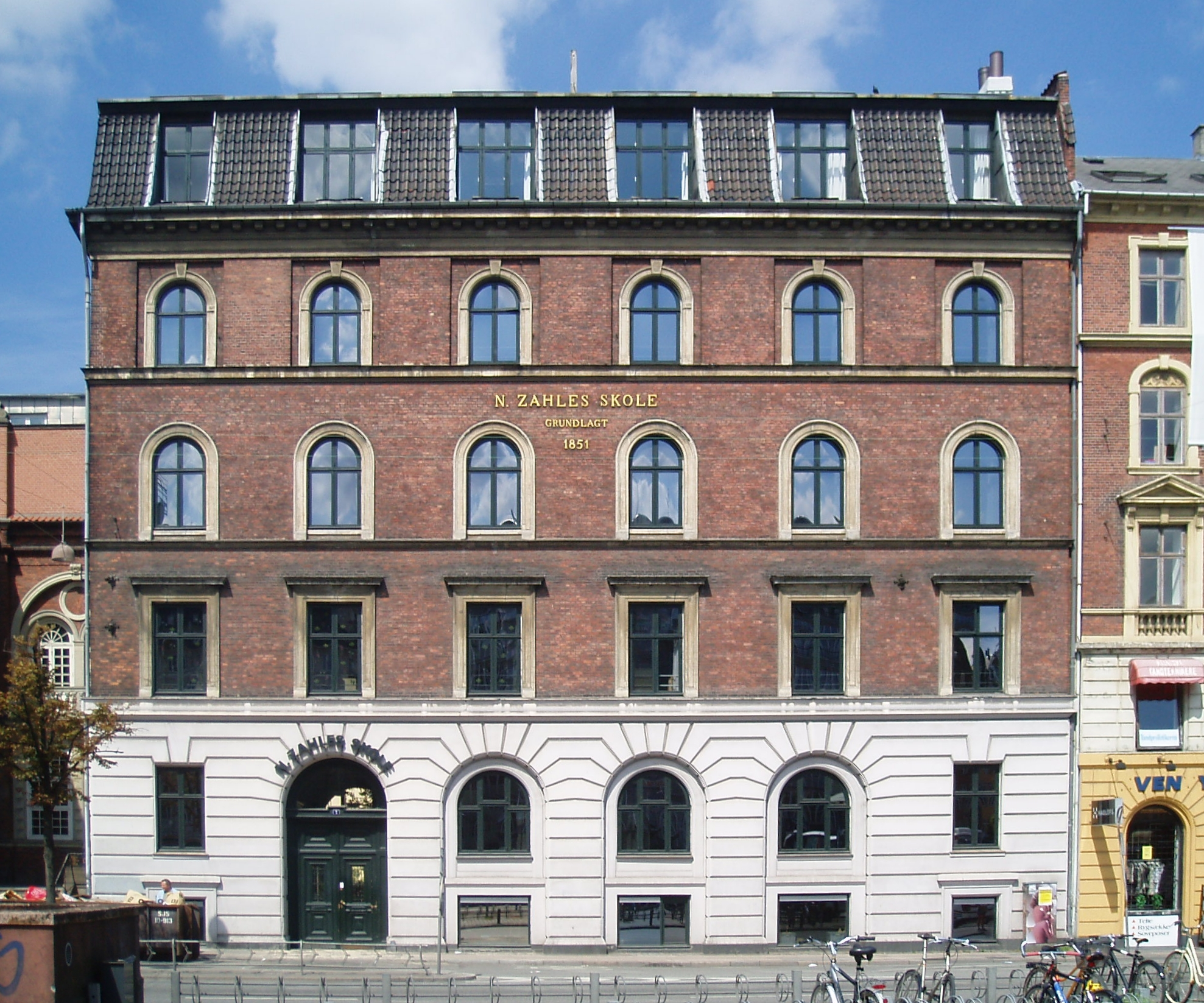
Школа, в якій навчалася Анна-Марія

За вісім місяців після її народження, батько став королем Данії. Оскільки він не мав синів, 1953 року був змінений закон про престолонаслідування. Старша сестра Анни-Марії, Маргрете, отримала титул кронпринцеси, а сама вона стала третьою в порядку успадкування трону.
За рік до цього принцеса почала відвідувати приватну школу Наталі Зале у Копенгагені. Навчання в ній тривало до 1963 року, після чого Анна-Марія вирушила до французької школи-інтернату Le Mesnil в Швейцарії, де була до 1964. Між цим, 1961—1962 роки Анна-Марія провела в англійській школі-інтернаті для дівчаток Le Chatelard у Швейцарії.

### Заручини
У віці 13 років Анна-Марія вперше побачила 19-річного грецького принца Костянтина, коли він із батьками відвідав Данію 1959-го.
У травні 1962 вони знов зустрілися на весіллі сестри Костянтина, принцеси Софії із принцом Хуаном Карлосом, де багато часу проводили разом. 23 січня 1963 було оголошено про їхні заручини. Весілля мало відбутися у січні 1965. Анні-Марії тоді виповнилося 16 років, вона ще вчилася в школі. Описували її як дівчину із волоссям горіхового кольору, типову підлітку, що цікавиться модою та поп-музикою.
У березні 1964 помер король Греції Павло I, Костянтин успадкував престол. Весілля через це було вирішено пришвидшити. Була обрана нова дата церемонії у вересні 1964. Після прибуття нареченого до країни, на честь молодих дали бал в Амалієнборзі, концерт в Королівському театрі, прийом у палаці Крістіансборг та ратуші Копенгагена.

### Шлюб
У віці 18 років Анна-Марія першою із своїх сестер вступила в шлюб і стала королевою. Вінчання відбулося 18 вересня 1964 року у Катедральному соборі Афін. Процесія розпочалася о 10.00 ранку. Наречений, вбраний у форму фельдмаршала, разом із матір'ю виїхали до собору у чорному відкритому екіпажі. Невдовзі прибула Анна-Марія із батьком у відкритому ландо, запряженому шістьма сірими кіньми. Сукня нареченої була створена данським модельєром Юрґеном Бендером. Фату притримувала тіара від Картьє, подарована її бабусі Маргариті хедивом Єгипту. Шлейф весільної сукні нареченої несли шість подружок: Кларісса Гессенська, Анна Великобританська, Крістіна Шведська, Ірена Грецька, Тетяна Радзивілл та Маргарита Румунська. Церемонію вів архієпископ Афінський та всія Еллади Хрізостом II. Батько нареченої виглядав схвильованішим за неї.
Урочистості продовжилися у Афінському палаці, де було подано весільний сніданок на 80 осіб. Молодята після цього відлетіли у медовий місяць на острів Корфу.

### Королева

Анна-Марія з Костянтином та молодшими дітьми, бл.1986

Резиденцією пари став палац Татої, неподалік від Афін, на лісистому схилі гори.
Менш ніж за 10 місяців королева народила первістка. Всього у шлюбі народила п'ятеро дітей. Як королева Греції, Анна-Марія провела більшу частину часу, працюючи для благодійного фонду, відомого як «Фонд Її Величності», що надав допомогу людям у сільських районах країни.
У квітні 1967 до влади прийшла військова хунта, та був встановлений диктаторський «режим полковників». Кілька тисяч політичних супротивників військових були заарештовані. Партії заборонені, конституція оголошена недійсною, на більшій частині території введено надзвичайний стан, опозиційні сили зазнали переслідування армії і таємної поліції, деяких її активістів відправили до концентраційних таборів. Введено сувору цензуру друку, будь-який прояв спротиву негайно придушувався.
У грудні Костянтин II зробив спробу виступати проти них, закликавши по радіо народ до повстання. Контр-переворот не вдався і король з родиною були змушені тікати до Італії. Країна, однак, офіційно залишалася монархією. Функції регента виконував Георгіос Зоїтакіс.
Два місяці сім'я жила у грецькому посольстві, після чого оселилася в будинку у передмісті Риму.

### У вигнанні
1973-го в Греції відбувся референдум, на якому більшість населення висловилася за встановлення республіки. Того ж року сім'я перебралася до Великої Британії. Спочатку вони проживали у селищі Чобхем в графстві Суррей, а згодом переїхали до передмістя Лондону Хемпстед.
У 1980 королева із чоловіком заснували Еллінський двомовний коледж у Лондоні, де навчалися їхні власні діти. Заклад проіснував до 2005 і був зачинений у зв'язку з недостатньою кількістю учнів.
Грецький уряд, що зайняв палац Татой, згідно з рішенням Європейського суду з прав людини, був змушений виплатити компенсацію за майно. Кошти були використані родиною для створення у 2003 Фонду Анни-Марії. Організація надає допомогу жертвам стихійних лих у Греції, включаючи землетруси і повені. Анна-Марія є президентом фонду.
14 серпня 2004 року Анна-Марія та Костянтин відвідали їх колишній дім в Афінах, де нині розміщено Президентський палац. Приймав королівське подружжя, разом з іншими членами Міжнародного олімпійського комітету, президент Константінос Стефанопулос. У грудні того ж року Стефанопулос запросив усю родину здійснити приватний візит до нього. Відвідини відбулися 24 грудня.

### Повернення
У травні 2013 Анна-Марія та Костянтин повернулися до Греції. Наразі, вони проживають на у селищі Порто Хелі острові Спеце, де у 2010 відбулося весілля їхнього сина Ніколаос із Тетяною Блатнік.
Згідно опитування, проведеного газетою То Віма у 2007, відновлення монархії підтримують 11,6 % населення країни.

## Родина
Чоловік — Костянтин II, титулярний король Греції
Діти:
- Алексія (нар.1965) — дружина іспанського архітектора Карлоса Моралеса Кінтани, має четверо дітей;
- Павлос (нар.1967) — кронпринц Греції, одружений з Марі-Шанталь Міллер, має п'ятеро дітей;
- Ніколаос (нар.1969) — одружений з уродженкою Венесуели Тетяною Блатнік, дітей не має;
- Теодора (нар.1983) — неодружена;
- Філіпос (нар.1986) — неодружений.

## Нагороди
- Дама Великого хреста ордену Спасителя (Грецьке королівство), (1964);
- Дама Великого хреста ордену Святих Ольги та Софії (Грецьке королівство), (1964);
- Дама ордену Слона (Данія), (20 квітня 1947);
- Командор I класу ордену Данеброг (Данія);
- Родинний орден короля Фредеріка IX (Данія);
- Родинний орден королеви Маргрете II (Данія);
- Медаль срібного ювілею королеви Маргрете II (Данія), (14 січня 1997);
- Пам'ятна медаль з нагоди сімдесятиріччя принца-консорта (Данія), (11 червня 2009);
- Пам'ятна медаль з нагоди сімдесятиріччя королеви Маргрете II (Данія), (16 квітня 2010);
- Медаль рубінового ювілею королеви Маргрете II (Данія), (14 січня 2012);
- Дама Великого хреста Священного військового костянтинівського ордену Святого Георгія (Дім Сицилійських Бурбонів)
- Пам'ятна медаль до 2500-річчя Перської імперії (Іранська імперія), (14 жовтня 1971).